# Калина съедобная
Кали́на съедо́бная (лат. Vibúrnum edúle) — вид рода Калина семейства Адоксовые.

## Ботаническое описание
Многолетний кустарник высотой 30—40 см.
Листья трёхлопастные.
Цветки белого цвета. Цветёт в мае — июне.
Плод — ягода.

## Распространение и среда обитания
Природный ареал: Европа, Кавказ, Западная и Восточная Сибирь, Дальний Восток РФ, Центральная и Восточная Азия, Северная Америка. 

## Охранный статус
Редкий вид. Занесена в Красные книги России и Чукотского автономного округа. Вымирает в связи с холодным климатом в местах своего произрастания.